# Reprezentacja Nowej Zelandii w piłce wodnej kobiet
Reprezentacja Nowej Zelandii w piłce wodnej kobiet – zespół, biorący udział w imieniu Nowej Zelandii w meczach i sportowych imprezach międzynarodowych w piłce wodnej, powoływany przez selekcjonera, w którym mogą występować wyłącznie zawodnicy posiadający obywatelstwo nowozelandzkie. Za jej funkcjonowanie odpowiedzialny jest Nowozelandzki Związek Pływacki (SNZ), który jest członkiem Międzynarodowej Federacji Pływackiej.